# Gyón megállóhely
Gyón megállóhely egy Pest vármegyei vasúti megállóhely, amit a MÁV üzemeltet Dabas településen. A gyóni városrész lakott területének északkeleti peremén helyezkedik el, az 5-ös főút mellett, közvetlenül a Dabasiszőlők településrészbe vezető 52 108-as számú mellékút kereszteződésénél.

## Áthaladó vasútvonalak
- Budapest–Lajosmizse–Kecskemét-vasútvonal (142)

## Megközelítése tömegközlekedéssel
- Helyközi busz:  612, 614, 620, 621, 622, 641

## Forgalom
| Járat | Útvonal | Gyakoriság                     |
| ----- | --- | ------------------------------ |
| S21   | Budapest-Nyugati – Zugló – Kőbánya alsó – Kőbánya-Kispest – Kispest – Pestszentimre felső – Pestszentimre – Gyál felső – Gyál – Felsőpakony – Ócsa – Inárcs-Kakucs – Dabas – Gyón – Hernád – Örkény – Táborfalva – Felsőlajos – Lajosmizse (– Lajosmizse alsó – Klábertelep – Felsőméntelek – Méntelek – Alsóméntelek – Nagynyír – Hetényegyháza – Úrihegy – Miklóstelep – Kecskemét-Máriaváros – Kecskemét alsó – Kecskemét) | Óránként, hétvégén kétóránként |